# Ian McKissick

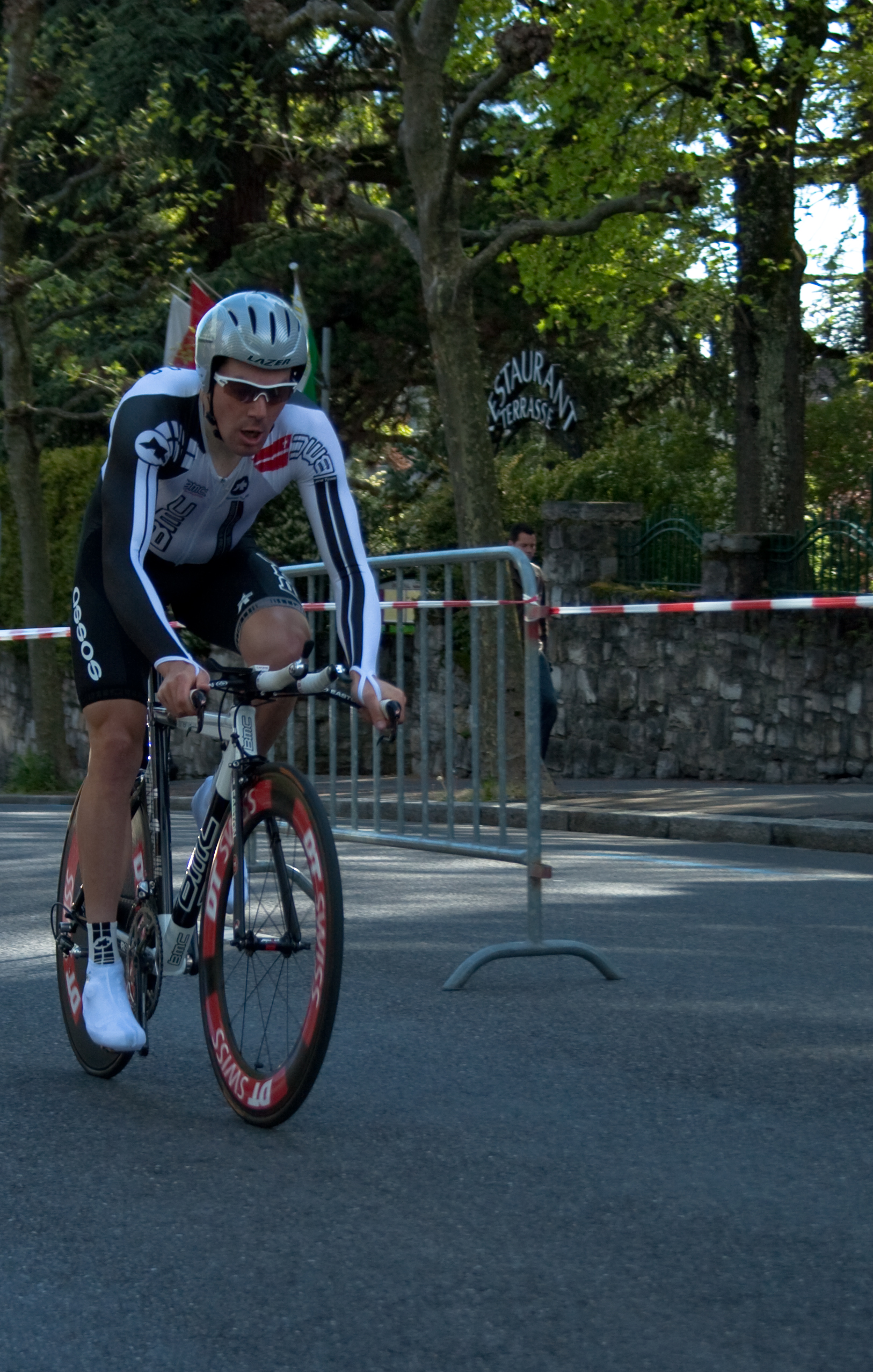
Ian McKissick beim Prolog der Tour de Romandie 2009

Ian McKissick (* 20. August 1980) ist ein US-amerikanischer Straßenradrennfahrer.
Ian McKissick wurde 2006 zweimal Etappendritter beim Mount Hood Classic. Seit 2007 fährt er für das US-amerikanische BMC Racing Team. In seinem ersten Jahr dort gewann er mit seinem Team das Mannschaftszeitfahren beim Giro della Regione Friuli Venezia Giulia. Außerdem wurde er einmal Etappendritter beim San Dimas Stage Race und Achter auf einem Teilstück der Tour of Missouri. In der Saison 2008 konnte McKissick eine Etappe bei der Tour de Nez für sich entscheiden.

## Erfolge
2007
- Mannschaftszeitfahren Giro della Regione Friuli Venezia Giulia

## Teams
- 2007 BMC Racing Team
- 2008 BMC Racing Team
- 2009 BMC Racing Team